# Die Bettlerin vom Pont des Arts

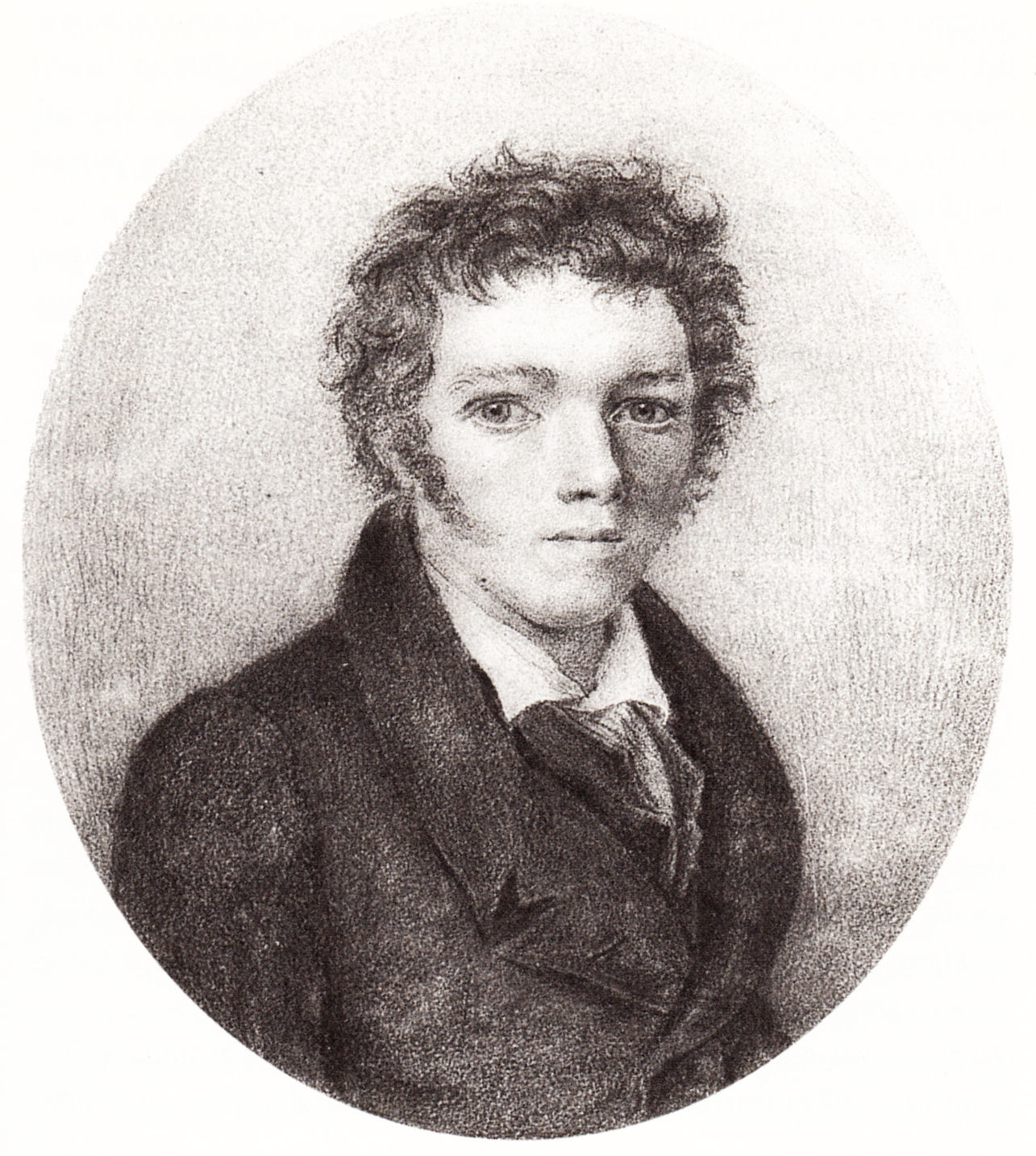
Hauff-Porträt von J. Behringer (1826)

Die Bettlerin vom Pont des Arts ist der Titel einer romantischen Novelle von Wilhelm Hauff über zwei Dreiecksliebesbeziehungen und daraus resultierende Konflikte zwischen Freundschaft und Liebe. Sie erschien 1826 im Morgenblatt für gebildete Stände.

## Überblick
Das Porträt einer jungen Frau in einer Stuttgarter Galerie löst bei zwei Betrachtern Erinnerungen an ihre verlorenen Geliebten aus. Don Pedro di San Montanjo Ligez glaubt in dem Bild seine Kusine Laura, die ihm vor zwanzig Jahren einen Schweizer Hauptmann vorzog, und Eduard von Fröben eine Bettlerin aus Paris zu erkennen, deren Spur er vor drei Jahren verlor. Während Fröbens anschließenden Besuch bei seinem Freund Faldner fällt ihm die Ähnlichkeit des Bildes mit Josephe auf, der Frau seines Gastgebers. Ihre Familiengeschichte passt zu der Lauras. Fröben vermutet, dass sie deren Tochter ist, und berichtet Don Pedro von seiner Entdeckung. Bei einem Fest im Schloss Faldners erzählt Fröben seine Geschichte von der unbekannten Bettlerin mit der Augenmaske, der er während eines Paris-Besuchs finanziell half und in die er sich verliebte. Durch diese Mitteilung löst sich sein Rätsel. Er entdeckt, dass Josephe die Bettlerin war und durch eine Zufallskette Faldner heiratete. Ihre Ehe ist beiderseits unglücklich, und nachdem jetzt Faldner der soziale Abstieg seiner Frau in Paris bekannt ist, stimmt er einer Trennung zu. Doch diese Lösung führt Josephe in einen neuen Konflikt: Sie liebt Fröben, doch wegen ihrer katholischen Trauung kann sie ihn nicht heiraten und will aus Gründen der Ehre nicht mit ihm unkonventionell zusammenleben. So entschließt sie sich, Don Pedro, der sie als seine Tochter annimmt, nach Spanien zu begleiten. Im letzten Augenblick vor ihrer Abreise entscheidet sie sich jedoch für eine Konversion und eine Ehe mit Fröben.

## Inhalt

### Don Pedro - Laura - Tannensee
In Stuttgart befreunden sich im Jahr 1824 in der Galerie der Brüder Boisserée und Bertram ein alter und ein junger Mann, die sich beide für ein Porträt interessieren. In der schönen jungen „Dame mit dem Federhute“ glaubt jeder, seine verlorene Geliebte zu erkennen (Kapitel 2). Der Spanier Don Pedro di San Montanjo Ligez, Haushofmeister des Prinzen von P., wollte vor zwanzig Jahren seine Kusine Laura di Tortosi mit Zustimmung ihrer Eltern heiraten, aber sie hatte bereits eine heimliche Affäre mit seinem Kameraden, dem Schweizer Hauptmann Tannensee. Beide erklären ihm ihre Situation und bedauern das Verschweigen ihrer Beziehung. Pedro fühlt sich trotzdem in seiner Ehre verletzt und duelliert sich mit dem Rivalen. Er muss den Kampf nach seiner Verletzung abbrechen, verzichtet auf seine Braut und lässt die Flucht der beiden ins Ausland zu (4–7).
Don Pedro muss plötzlich mit seinem Prinzen nach W. abreisen und kann nicht mehr die Geschichte des ca. 30-jährigen Eduard von Fröben anhören. Dieser erzählt sie später einer Festgesellschaft im Schloss seines Freundes Faldner.

### Franz und Josephe von Faldner
Auch Fröben verlässt Stuttgart und nimmt eine Kopie des Bildes mit (8). Er hat im diplomatischen Dienst bei einigen Gesandtschaften gearbeitet und jetzt Urlaub genommen, um auf Reisen zu gehen. Er fährt über Mannheim, Worms und Mainz nach Bingen und besucht seinen Freund Baron Franz von Faldner, mit dem er Frankreich und England bereist hat, auf seinem Landgut in der Nähe von Kaub. Faldner ist ihm nicht nur als guter Gesellschafter in Erinnerung, sondern auch als ungebildeter Egozentriker (9). Bereits nach kurzer Zeit ist ihm klar, dass sich der Gutsherr nicht geändert hat. Er beaufsichtigt alle Arbeiten und glaubt, immer Recht zu haben. So mischt er sich in die Montage einer englischen Dampfmaschine ein und gibt dem Mechaniker, der nach Plan vorgehen wollte, die Schuld am Nichtfunktionieren (16, 18). Nachdem Fröben den Monteur unterstützt hat und die Arbeit erfolgreich abgeschlossen ist, zeigt Faldner zuerst wenig Einsicht und belohnt die Monteure erst nach einer tagelangen Besinnungspause (18).
Auch seiner jungen Frau Josephe gegenüber, die er vor sechs Monaten geheiratet hat, verhält er sich unsensibel und wie ein kleiner Tyrann und sie gibt immer schuldbewusst nach (10). Fröben bemerkt, dass die Ehe nicht glücklich ist. Faldner hat seine Frau als Gesellschaftsfräulein der Gräfin Landskron, die in seiner Nähe ein Gut hat, kennengelernt und, da sie ohne Vermögen ist, nur wegen ihrer Schönheit geheiratet. Beide sind mit ihrer Situation unzufrieden. Für die schöngeistige Josephe bedeutet die Ehe mit dem reichen Baron Lebensstandard und Wohlstand, aber auch Unterordnung. Er überträgt seiner Frau die Aufgaben einer Haushälterin, vermisst aber an ihr das organisatorische Talent (17). Sie leidet an seiner materialistischen Lebenseinstellung und mangelnden Zärtlichkeit (11).
Fröben entdeckt eine Ähnlichkeit Josephes mit dem Stuttgarter Frauenbild und er befragt Josephe nach ihrer Familiengeschichte: Ihr Vater Tannensee, ein Offizier im Dienst Napoleons, ist seit dreizehn Jahren tot und ihre Mutter, Laura von Tortheim, starb vor drei Jahren (13, 14, 15). Fröben erzählt ihr die Geschichte Don Pedros und vermutet, dass Laura ihre Mutter ist. Tortheim erscheint ihm als die deutsche Form von Tortosi. Josephe hat Angst vor der Reaktion ihres Mannes, wenn er von Don Pedro die Geschichte ihrer Mutter erfährt. Doch Faldner ist erfreut darüber, dass seine Frau die Erbin ihres unverheirateten Onkels werden könnte (16).

### Die Bettlerin
Fröben und Josephe verbringen jetzt viel Zeit miteinander. Beide interessieren sich für Literatur und Fröben liest ihr aus Jean Pauls „Hesperus“ vor. Sie ahnt die Parallelen zu ihrer Situation, den Konflikt zwischen Verpflichtung und Liebe, und fühlt sich vom Blick des Dichters in die Seelen von Viktor und Klotilde angesprochen (20).
Auf einem Fest zur Einweihung der Dampfmühle (21) drängt Faldner Fröben zur Unterhaltung der Gäste seine Begegnung mit einer jungen Bettlerin bei ihrem gemeinsamen Paris-Aufenthalts vor drei Jahren zu erzählen: Bei einem abendlichen Gang über die Fußgängerbrücke Pont des Arts hat Fröben Mitleid mit einer verschleierten Bettlerin, die er wegen ihrer Zurückhaltung dem verarmten, in Not geratenen Adel zuordnet. Das Mädchen erzählt ihm, dass sie die ärztliche Behandlung ihrer kranken Mutter nicht bezahlen kann. Er gibt ihr Geld und bittet sie, ihm nach einer Woche über ihre Situation zu berichten (22, 23). Auch das nächste Treffen findet im Dunkeln statt und er kann die grazile Gestalt der jungen Frau nur erahnen. Er beschützt sie vor Belästigungen auf der Straße und bietet ihr weiteres Geld an, das sie erst annimmt, als er sie mit Stickereien beauftragt. Um ihr Geld für den Kauf der Tücher zu geben, schlägt er ihr vor, ihn zu seiner Wohnung zu begleiten. Sie wird misstrauisch und fürchtet, dass der fremde Mann ihr eine Falle stellen und die Situation ausnutzen will, und sie läuft davon (24). Bei der nächsten nächtlichen Begegnungen entwickelt sich eine zarte Liebesbeziehung, aber sie legt nur einmal den Schleier ab und er sieht ihr zartes Gesicht unter einer Augenmaske. Sie erzählt ihm, ihr Vater sei als napoleonischer Soldat bei Mont St. Jean in der Schlacht bei Waterloo gefallen, als sie 14 Jahre alt war. Ihre Mutter verlor ihre Witwenpension, verarmte und wurde krank. Sie pflegte sie und konnte deshalb nicht arbeiten (25). Da Fröben mit Faldner nach ihrem Reiseprogramm nach London aufbrechen muss, kann er sich nicht weiter um sie kümmern. Zum Abschied schenkt er dem Mädchen einen Ring. Sie küssen und umarmen sich, er verspricht wiederzukommen und sie machen einen Zeit- und Treffpunkt an der Place de l’École de Médecine aus. Als er nach drei Monaten nach Paris zurückkehrt, erscheint sie jedoch nicht, und Fröben sucht sie bisher vergeblich (26).

### Fröben – Josephe – Faldner
Die Zuhörer reagieren auf die rätselhafte Romanze unterschiedlich: Die Frauen sind gerührt. Josephe wird ohnmächtig, wofür ihr Mann sie mit ihrer schwachen Konstitution und überreizten Nerven vor den Gästen entschuldigt. Fröben lacht er wegen seiner Sentimentalität aus und spottet, der Reisefreund sei von einer Prostituierten mit einer Mitleidsgeschichte ausgenommen worden, anstatt den Spaß mit ihr zu genießen (27). Fröben zieht sich verletzt zurück. Der Gutsherr versucht am nächsten Tag die Verstimmung seines Gastes durch die Erklärung, er habe zu viel Wein getrunken, zu beheben und untersagt ihm, abzureisen. Sie einigen sich, die Sache ruhen zu lassen. Josephe spricht nach ihrer Erholung mit Fröben wieder über Jean Pauls „Hesperus“, als Vergleichsgeschichte zu seiner unglücklichen Pariser Liebe. Während er als Grund für das Fernbleiben der Bettlerin vom vereinbarten Treffpunkt ihre fehlende Liebe zu ihm sieht, versucht Josephe ihn zu beruhigen und versichert ihm, dass das Mädchen ihn liebe (28).
In den nächsten drei Tagen geschehen märchenhafte Dinge. Er ruht sich mittags auf einer Moosbank im Garten aus. In seinen Träumen erscheint ihm die Geliebte und küsst ihn. Nach seinem Aufwachen fürchtet er, „eine Krankheit des Gehirns, ein Fieber der Phantasie“ zu haben, doch entdeckt er neben der Bank einen Dankes- und Liebesbrief, den Ring, den er dem Mädchen geschenkt hat, und ein von ihr mit seinen Initialen E.v.F. besticktes Tuch (29, 30). Am nächsten Tag stellt er sich schlafend und überrascht Josephe in der Kleidung der Bettlerin und mit einer Halbmaske (31, 32). Sie erzählt ihm, dass bald nach seiner Abreise ihre Mutter gestorben ist und eine mitleidige Nachbarin, die Gräfin Landskron, sie als Gesellschafterin eingestellt hat, mit ihr auf Reisen gegangen ist und sich schließlich auf ihrem Gut im Rheingau niedergelassen hat. Dort begegnete sie Faldner und heiratete ihn aus finanziellen Gründen (33).
Fröben und Josephe beraten nun ihre Zukunft. Er drängt darauf, dass sie sich von ihrem groben Mann trennt. Sie kann sich jedoch wegen ihrer katholischen Eheschließung nicht scheiden lassen und will nicht mit dem Geliebten ohne Segen zusammenleben. Darauf rät er ihr, zur protestantischen Religion ihres Vaters zurückzukehren und ihn zu heiraten, doch das widerspricht ihrem Versprechen, das sie bei der Trauung gegeben hat. So beschließen sie, sich zu trennen. Bei ihrem Abschiedskuss werden sie von Faldner überrascht. Er beschimpft sie als „niederträchtige Metz“ und will sie von seinen Knechten mit Hetzpeitschen vom Hof jagen lassen. Fröben erklärt ihm, als er sich beruhigt hat, die Ehrenhaftigkeit ihrer Situation und warnt ihn von einem Skandal (34). Fröben rät Josephe, für einige Tage bei der Gräfin Landskron unterzukommen, und will ihren Mann zu einer Versöhnung überreden. Sie lehnt den zweiten Teil seines Vorschlags strikt ab. Faldner sieht inzwischen ein, dass sein Freund diese Auflösung seiner Pariser Geschichte nicht ahnte, und er macht ihm keine Vorwürfe mehr, sich in sein Haus eingeschlichen und ihn mit seiner Frau betrogen zu haben. Doch sein Ehrgefühl verbiete es ihm, eine ehemalige Bettlerin zur Frau zu haben. Er will die Angelegenheit gerichtlich klären lassen und „gegenseitige Abneigung“ als Grund zur Trennung angeben (35).
Einige Wochen später trifft Fröben in Mainz Don Pedro und sie fahren zum Gut der Gräfin. Don Pedro erkennt in Josephe die Züge Lauras. Er will sie als Tochter annehmen und sie soll ihn nach Spanien begleiten. Fröben schlägt noch einmal Josephe vor, bei ihm zu bleiben, doch sie wiederholt ihre Gründe. Außerdem möchte sie ihm nicht die Chance auf eine unbelastete Verbindung mit einer eigenen Familie nehmen (36). So reisen sie zusammen durch Deutschland nach Holland, wo die Seereise nach Portugal beginnen soll. Im letzten Augenblick, als in Ostende eine Schaluppe die beiden zum Schiff übersetzen soll, entscheidet sich Josephe dafür, wie es ihre Mutter getan hat, ihren Gefühlen zu folgen, zu konvertieren und mit Eduard zusammenzuleben (37).

## Autobiographische Bezüge
Hauff hat offenbar eigene Erlebnisse in seine Novelle eingearbeitet:
In seiner Stuttgarter Hofmeisterzeit betrachtete Hauff oft ein Frauenporträt in der Kunstsammlung Boisserée, dessen Kopie er nach seiner Heirat in seiner Wohnung aufhängte. In dieser Zeit könnte er, allerdings ist dies nicht nachgewiesen, Reinbecks Erzählung „Schwärmerei und Liebe“ (1807) gelesen haben. In beiden Texten gibt es eine ähnliche Situation: Aus Not muss sich ein junges Mädchen in London nachts als Prostituierte anbieten, wird aber von einem edlen Deutschen vor diesem Schicksal bewahrt.
Die genauen Ortskenntnisse über die Novellen-Handlungsorte erwarb sich Hauff während seines Paris-Aufenthalts Mai–Juni 1825. Er wohnte in der Nähe der titelgebenden Brücke „Rue Notre Dames de Victoire“. Auch das Auftauchen einer tiefverschleierten, geheimnisvollen „schönen Engländerin“ auf den Boulevards, von dem der Autor in einem für die „Abendzeitung“ bestimmten Artikel über das Pariser Gastspiel der Sängerin Henriette Sontag berichtet, könnte Anregung für die Beschreibung der Bettlerin gewesen sein.
Hauffs Vertrauter Heinrich Smidt (Brief vom 17. Dezember 1826) nimmt an, dass Hauffs seine unerwiderte Liebe zu Josefe Stolberg bei seinem Bremen-Aufenthalt im Spätsommer 1826 sowohl in der Figur der Josephe wie auch im geliebten Fräulein der Phantasien im Bremer Ratskeller verarbeitete.

## Rezeption
Gelobt wird die geschickte Komposition der beiden „sentimental[en] und rührselig[en]“ Liebesgeschichten von einem Porträt einer unbekannten Frau ausgehend: „Josephe steht sowohl in dem rückblickend erzählten Geschehen wie in der eigentlichen Novellenhandlung im Mittelpunkt, und ihre Geschichte ist überdies mit dem ‚Rahmen‘ verflochten.“ Es gelinge dem Dichter jedoch nicht, wendet der Kritiker ein, „einen gleichnishaften, tieferen Zusammenhang zwischen den verschiedenen Vorgängen zu schaffen, wie dies sein großes Vorbild E.T.A. Hoffmann versteht.“

## Adaption
- Hörspiel von Willi Sagert, Drei Masken Verlag, München. Erstsendung: DDR, 17. März 1985.